# Anke Karstens
Anke Wöhrer z d. Karstens (ur. 13 października 1985 w Berchtesgaden) – niemiecka snowboardzistka specjalizująca się w konkurencjach równoległych, wicemistrzyni olimpijska.

## Kariera
Po raz pierwszy na arenie międzynarodowej pojawiła się 24 marca 2001 roku w Bischofswiesen, gdzie w mistrzostwach kraju zajęła 33. miejsce w gigancie równoległym (PGS). W 2003 roku wystartowała na mistrzostwach świata juniorów w Prato Nevoso, zajmując 27. miejsce w tej konkurencji. Jeszcze dwukrotnie startowała na imprezach tego cyklu, najlepszy wynik osiągając podczas mistrzostw świata juniorów w Klinovcu i Oberwiesenthal w 2004 roku, plasując się na piątej pozycji w PGS.
W zawodach Pucharu Świata zadebiutowała 6 lutego 2005 roku w Winterbergu, zajmując 37. miejsce w slalomie równoległym (PSL). Pierwsze pucharowe punkty wywalczyła 21 października 2007 roku w Sölden, zajmując 26. miejsce w PGS. Pierwszy raz na podium zawodów tego cyklu stanęła 9 stycznia 2008 roku w Bad Gastein, kończąc rywalizację w PSL na drugiej pozycji. W zawodach tych rozdzieliła Nicolien Sauerbreij z Holandii i Austriaczkę Doris Günther. Najlepsze wyniki osiągnęła w sezonie 2012/2013, kiedy to zajęła 6. miejsce w klasyfikacji generalnej PAR, a w klasyfikacji PGS była siódma.
Na igrzyskach olimpijskich w Soczi wywalczyła srebrny medal w programie olimpijskim slalomie równoległym. Uplasowała się tam między Austriaczką Julią Dujmovits i swą rodaczką Amelie Kober. Na rozgrywanych cztery lata wcześniej igrzyskach w Vancouver była piąta w PGS. Zajęła też między innymi 12. miejsce w slalomie równoległym na mistrzostwach świata w La Molinie w 2011 roku.

## Osiągnięcia

### Igrzyska olimpijskie
| Miejsce | Dzień     | Rok  | Miejscowość | Konkurencja       | Zwyciężczyni        |
| ------- | --------- | ---- | ----------- | ----------------- | ------------------- |
| 5.      | 26 lutego | 2010 | Vancouver   | Gigant równoległy | Nicolien Sauerbreij |
| 25.     | 19 lutego | 2014 | Soczi       | Gigant Równoległy | Patrizia Kummer     |
| 2.      | 22 lutego | 2014 | Soczi       | Slalom równoległy | Julia Dujmovits     |

### Mistrzostwa świata
| Miejsce | Dzień       | Rok  | Miejscowość | Konkurencja       | Zwyciężczyni              |
| ------- | ----------- | ---- | ----------- | ----------------- | ------------------------- |
| 31.     | 20 stycznia | 2009 | Gangwon     | Gigant równoległy | Marion Kreiner            |
| 29.     | 21 stycznia | 2009 | Gangwon     | Slalom równoległy | Fränzi Mägert-Kohli       |
| DSQ     | 19 stycznia | 2011 | La Molina   | Gigant równoległy | Alona Zawarzina           |
| 12.     | 21 stycznia | 2011 | La Molina   | Slalom równoległy | Hilde-Katrine Engeli      |
| 32.     | 25 stycznia | 2013 | Stoneham    | Gigant równoległy | Isabella Laböck           |
| DSQ     | 27 stycznia | 2013 | Stoneham    | Slalom równoległy | Jekatierina Tudiegieszewa |
| 18.     | 22 stycznia | 2015 | Kreischberg | Slalom równoległy | Ester Ledecká             |
| 16.     | 23 stycznia | 2015 | Kreischberg | Gigant równoległy | Claudia Riegler           |

### Puchar Świata

#### Miejsca w klasyfikacji generalnej
- sezon 2004/2005: -
- sezon 2007/2008: 16.
- sezon 2008/2009: 34.
- sezon 2009/2010: 45.
  - PAR[2]
- sezon 2010/2011: 30.
- sezon 2011/2012: 11.
- sezon 2012/2013: 6.
- sezon 2013/2014: 14.
- sezon 2014/2015: 15.
- sezon 2015/2016: 25.
- sezon 2016/2017: 32.

#### Miejsca na podium
1. Bad Gastein – 9 stycznia 2008 (slalom równoległy) - 2. miejsce
2. Valmalenco – 15 marca 2008 (gigant równoległy) - 1. miejsce
3. Limone Piemonte – 14 grudnia 2008 (gigant równoległy) - 3. miejsce
4. Carezza – 22 grudnia 2011 (slalom równoległy) - 3. miejsce
5. Carezza – 21 grudnia 2012 (gigant równoległy) - 3. miejsce
6. La Molina – 16 marca 2013 (gigant równoległy) - 1. miejsce

- W sumie (2 zwycięstwa, 1 drugie i 3 trzecie miejsca).